# Brucelosis bovina
La brucelosis bovina es una enfermedad contagiosa del ganado bovino que también se trasmite al hombre. Produce abortos, retención de placenta y producción de crías débiles.

## Etiología
El Agente Causal es la Bacteria Brucella abortus. Se ubica intracelularmente por lo que no es posible eliminarla del organismo con el uso de antibióticos.
Es sensible al medio ambiente, con los desinfectantes comunes muere fácilmente.
Recordando que es una enfermedad sin tratamiento oficial se debe contar con vacuna previa.

## Patogenia
El animal infectado contamina el ambiente con las secreciones vaginales pre parto, el feto o el aborto están altamente contaminados, la leche es una vía de salida de la bacteria, las secreciones pos parto pueden contaminar por 1 o 2 meses.
Las vaquillas y vacas sanas se infectan principalmente por vía digestiva, al lamer secreciones de abortos, o comer pasto contaminado. Las terneras hijas de vacas infectadas pueden contraer la enfermedad vía trasplacentaria.
Las vaquillas son más sensibles que las vacas y las hembras gestantes son más propensas a infectarse. El germen se disemina ubicándose en el feto en las hembras gestantes y en la glándula mamaria.

## Signología
El único síntoma visible es el aborto espontáneo, que se produce en el último tercio de la preñez. 
Puede ser diagnosticada por pruebas serológicas que detectan la presencia de anticuerpos.
Las hembras que adquieren el contagio pueden presentar serorreacción 6 semanas a 6 meses después.
También puede detectarse la presencia de la bacteria en la leche.
Las pruebas usadas (en Chile) son; Prueba de Rosa de Bengala que se realiza con suero y se puede leer inmediatamente, como prueba complementaria se puede usar la Prueba de Fijación de Complemento y Elisa. 
Con la leche se puede usar La Prueba del Anillo que detecta la presencia del agente al producirse un anillo coloreado azul por el reactivo usado.
en Nicaragua, se realiza la prueba de rivanol, el test del anillo en leche y como prueba para asegurar el diagnóstico se realiza la prueba de Elisa.
En la Argentina se utilizan las Pruebas BPA (Buffered Plate Antigen), como tamiz y las de SAT como Prueba básica operativa junto a la Prueba 2-ME como complementaria. Ambas usan el antígeno de Wright. La Prueba confirmatoria es la de Fijación de Complemento y Elisa para leches. Otra nueva técnica es la Polarización Fluorescente. Como se vacuna con cepa C19 (lisa) los métodos diagnósticos son diferentes a los países que vacunan con cepas rugosas.
En Colombia el ICA autoriza pruebas de diagnóstico como Aglutinación con antígeno Rosa de Bengala (RB), ELISA indirecta en suero sanguíneo o en suero de leche, Fluorescencia Polarizada (FPA) y Fijación de Complemento (FC), siendo estas empleadas como prueba tamiz, y las pruebas positivas a estas y casos sospechosos por FPA deben ser analizadas por ELISA competitiva para diferenciar entre anticuerpos de infección de anticuerpos vacunales.

## Prevención
Las vacunas cepa RB51 es bastante efectiva, con una dosis de 2 cc para los terneros y luego una repetición antes de la castración se obtiene una considerable protección, aunque no absoluta.
Esta vacuna, a diferencia de la Cepa 19, que se usaba antes, no produce anticuerpos detectables por las pruebas serológicas, de tal manera que permite vacunar hembras de cualquier edad.
En los rebaños no infectados se debe tomar la precaución de ingresar hembras solamente de otros rebaños libres de la enfermedad, Mantener los cercos en buen estado para evitar el ingreso de animales ajenos al rebaño y evitar juntar las hembras bovinas con animales ajenos en tratamientos comunitarios.
En los rebaños infectados se debe disminuir la incidencia de la enfermedad, eliminando la fuente y disminuyendo la posibilidad que el agente llegue a los animales susceptibles. Debe eliminarse cuanto antes los animales infectados, separar las vacas que van a parir, si se produce un aborto, eliminar y desinfectar todos los productos, realizar pruebas de serologías lo más frecuente posible.
En la Argentina se aplica el Plan Nacional de control y Erradicación de Brucelosis, que utiliza la vacunación con cepa C19 obligatoria en todas la terneras de 3 a 8 meses de edad y el destino a faena de todos los reaccionantes positivos (sangrados después de 18 meses en hembras y 6 meses a los machos reproductores), logrando establecimientos libres de la enfermedad.

## Enlaces
- Servicio Agrícola y Ganadero del Ministerio de Agricultura de Chile
- Asocebu
- Preventing with Experts: Brucellosis Archivado el 28 de mayo de 2019 en Wayback Machine. (en inglés)

- Datos: Q5734372